# Game Center Arashi
Game Center Arashi (jap.: ゲームセンターあらし) ist eine japanische Manga-Serie von Mitsuru Sugaya, die zwischen 1978 und 1984 veröffentlicht wurde. 1982 erschien eine Anime-Adaption von Shin-Ei Animation.

## Inhalt
Der kleine Junge Arashi ist verrückt nach Videospielen und verbringt den ganzen Tag in Spielhallen. Da Arashi beim Videospielen gut ist, trifft er auf die Promis Satoru Daimonji und Ishii, die später seine Konkurrenten werden.

## Veröffentlichung
Der Manga erschien von 1978 bis 1983 im Magazin CoroCoro Comic beim Verlag Shogakukan. Dieser brachte die Kapitel auch gesammelt in 17 Bänden heraus. Der Manga verkaufte sich über 5 Millionen Mal.

## Animeserie
Eine Adaption als Anime entstand beim Studio Shin-Ei Animation unter der Regie von Tameo Ogawa. Die künstlerische Leitung lag bei Masamichi Tsksno, für den Ton war Yasuo Uragami verantwortlich. Die 25 Minuten langen Folgen wurde am 5. April 1982 bis 27. September 1982 auf Nippon TV in Japan ausgestrahlt.

### Synchronisation
| Rolle          | japanischer Sprecher (Seiyū) |
| -------------- | ---------------------------- |
| Arashi         | Satomi Majima                |
| Satoru         | Eiko Yamada                  |
| Ippeita        | Kenichi Ogata                |
| Tofu           | Akira Kamiya                 |
| Arashis Mutter | Atsuko Mine                  |
| Erika Noto     | Gara Takashima               |

### Musik
Die Musik der Serie komponierte Kōji Makaino. Das Vorspannlied ist Game Center Arashi von Ichiro Mizuki und der Abspann ist unterlegt mit Oira Nettai Teikiatsu! von Satomi Mashima.